# Danville Foundry and Machine Company
Danville Foundry and Machine Company war ein US-amerikanisches Unternehmen.

## Unternehmensgeschichte
Robert Holmes gründete 1884 das Unternehmen in Danville in Illinois. Zunächst stellte er Dreschmaschinen und andere landwirtschaftliche Geräte her. Sein jüngerer Bruder Grant trat 1893 ins Unternehmen ein. Im Laufe der Zeit kamen erst Vertrieb und Reparatur von Fahrrädern und später der Verkauf von Automobilen dazu. 1902 entstanden auch eigene Automobile. Der Markenname lautete Holmes. 1905 trat der jüngere Bruder Sherman ebenfalls ins Unternehmen ein.
1915 wurde das Unternehmen von Robert Holmes & Brothers übernommen.
Es gab keine Verbindungen zu den anderen US-amerikanischen Herstellern von Automobilen der Marke Holmes: Holmes, Holmes Motor Vehicle Company und Holmes Automobile Company.

## Fahrzeuge
Im Angebot standen ausschließlich Dampfwagen.